# Alexei Wandyschew
Alexei Wandyschew (russisch Алексей Вандышев; englische Transkription Aleksei Vandyshev; * 1992 oder 1993) ist ein professioneller russischer Pokerspieler. Er gewann 2021 das Main Event der World Series of Poker Online.

## Pokerkarriere
Wandyschew erzielte seine erste Geldplatzierung bei einem Live-Pokerturnier Ende August 2014 bei der European Poker Tour in Barcelona und gewann im März 2015 im montenegrinischen Budva sein erstes Live-Turnier. Beim Main Event der World Poker Tour in Atlantic City wurde er im September 2016 Siebter und erhielt über 130.000 US-Dollar. Ende Oktober 2018 belegte der Russe beim Main Event der Eurasian Poker Tour in Sotschi den mit mehr als 1,3 Millionen Rubel dotierten sechsten Platz, zu diesem Zeitpunkt umgerechnet knapp 20.000 US-Dollar. Anfang August 2021 erzielte er auf der Onlinepoker-Plattform GGPoker, bei der er unter dem Nickname Ha KoJleHu spielt, eine Geldplatzierung beim Millionaire Maker der World Series of Poker Online und damit seinen ersten Cash bei einem Event der World Series of Poker. Rund einen Monat später setzte sich Wandyschew beim Main Event der Turnierserie gegen 4091 andere Spieler durch und sicherte sich eine Siegprämie von mehr als 2,5 Millionen US-Dollar sowie ein Bracelet.
Insgesamt hat sich Wandyschew mit Poker bei Live-Turnieren mehr als 250.000 US-Dollar erspielt.